# Catantops tanganus
Catantops tanganus är en insektsart som beskrevs av Vitaly Michailovitsh Dirsh 1956. Catantops tanganus ingår i släktet Catantops och familjen gräshoppor. Inga underarter finns listade i Catalogue of Life.